# 哈罗夫斯克农村居民点
哈罗夫斯克农村居民点（俄语：Сельское поселение Харовское）是俄罗斯联邦沃洛格达州哈罗夫斯克区所属的一个农村居民点。其下辖有83个居民点，行政中心为哈罗夫斯克。据2015年统计，该农村居民点的人口为957人。